# 朝日健太郎
朝日 健太郎（あさひ けんたろう、1975年〈昭和50年〉9月19日 - ）は、日本のバレーボール・ビーチバレーボール選手、政治家。自由民主党所属の参議院議員（2期）。
NPO法人日本ビーチ文化振興協会理事長。一般財団法人日本スポーツ振興会代表理事。公益財団法人日本バレーボール協会事業本部運営委員・ビーチバレーボール事業本部企画競技部長。株式会社フォーバル男子バレーボールチーム監督。

## 経歴
熊本県熊本市北区出身。

### バレーボール選手として
熊本市立楠中学校でバレーボールを始める。バレーボールの名門の鎮西高等学校で春の高校バレーとインターハイの準優勝を経験。法政大学時代には1995年に全日本大学選手権で優勝、1997年にはユニバーシアードに出場。内定選手としてサントリーからVリーグに出場し、在学中に全日本代表にも選出された。
大学卒業後、サントリーに入社。1998年の世界選手権、1999年のアジア選手権・ワールドカップ・シドニー五輪アジア予選に出場。2000年から2002年にかけてVリーグでのチーム3連覇に貢献した。
2002年春、元全日本のリベロ、西村晃一と共にビーチバレーに転向し、プロビーチバレーチーム「ビーチ・ウインズ」を結成。2005年には渡辺聡、2006年からは白鳥勝浩とチームを組んだ。2008年7月から、CHINTAIとスポンサー契約を結んでいる。
2008年8月、白鳥とのペアで北京五輪に出場。日本ビーチバレー男子史上初の勝利を挙げ、予選ラウンドを2位で通過。決勝は9位に終わった。
2012年7月4日、白鳥とのペアで2012ロンドンオリンピックビーチバレー男子日本代表決定戦で青木晋平・日高裕次郎ペアを下し、ロンドン五輪に出場した。
同年9月24日、月末のJBVツアー2012第6戦をもって現役引退することを発表した。
2012年11月、NPO法人日本ビーチ文化振興協会理事長に就任し、日本国内の海岸利活用活性化事業に努め、「はだしの文化」を提唱する。
2014年3月、早稲田大学大学院スポーツ科学研究科修士課程修了。修士（スポーツ科学）の学位を取得。平田竹男教授（東京オリンピック競技大会・東京パラリンピック競技大会推進本部事務局長）に師事。論文テーマは「わが国におけるビーチバレーボール振興策に関する研究」。
2014年4月より、日本バレーボール協会ビーチバレーボール事業本部にて、ビーチバレーボール企画運営面に従事する。
- 2008年より、くまもとわくわく親善大使として、全国で故郷熊本のPRをしている。
- 2013年9月、釧路町観光協会の観光大使に就任[6]。
- 京丹後市日本一の砂浜海岸づくり実行推進会議 参与
- 東京湾の環境をよくするために行動する会 理事
- 東京マラソン チャリティチーフ・ファンドレイザー（2013年～2016年）
- 東京オリンピック・パラリンピック教育を考える有識者委員（2015年）
- 2014年4月～公益財団法人日本バレーボール協会
- ビーチバレーボール事業本部 企画・競技運営担当部長
- 2013年4月より『Volleyball Channel』（BSフジ）のメインナビゲーターを務める。

### 参議院議員
2016年5月12日、自民党関係者は、第24回参議院議員通常選挙の東京都選挙区（改選数6）の2人目の候補者として朝日を擁立する考えがあることをメディアに明かした。同年6月7日、党は朝日を擁立すると正式に発表した。7月10日、投開票。朝日は菅義偉官房長官（当時）の全面支援を受け、得票数5位で初当選した。
2020年9月18日、菅義偉内閣で国土交通大臣政務官（担務は、災害対策関係施策、不動産・建設経済、水管理・国土保全、住宅、鉄道、気象関係施策）に就任。
2022年7月の第26回参議院議員通常選挙の東京都選挙区で、自民党は朝日と、中川の後継者の生稲晃子を擁立。朝日は得票数1位で再選。
2023年9月15日、第2次岸田第2次改造内閣で環境大臣政務官に就任。

## 政策・主張

### 憲法
- 憲法改正について、2016年の朝日新聞社のアンケート、2022年のNHKのアンケートで「賛成」と回答[15][16]。
- 9条改憲について、2016年の毎日新聞社のアンケートでは、選択肢以外の回答をした[17]。2022年の毎日新聞社のアンケートで「改正して、自衛隊の存在を明記すべきだ」と回答[18]。9条への自衛隊の明記について、2022年のNHKのアンケートで「賛成」と回答[16]。
- 憲法を改正し緊急事態条項を設けることについて、2022年のNHK、東京新聞のアンケートで「賛成」と回答[16][19]。

### 外交・安全保障
- 「他国からの攻撃が予想される場合には先制攻撃もためらうべきではない」との問題提起に対し、2016年のアンケートで「どちらかと言えば賛成」と回答[15]。
- 敵基地攻撃能力を持つことについて、2022年のNHKのアンケートで「賛成」と回答[16]。
- 「北朝鮮に対しては対話よりも圧力を優先すべきだ」との問題提起に対し、2016年のアンケートで「どちらとも言えない」と回答[15]。
- 安全保障関連法の成立について、2016年の毎日新聞社のアンケートで「今の法制でよい」と回答[17]。
- 普天間基地の移設問題について、2016年の毎日新聞社のアンケートで「名護市辺野古に移設すべき」と回答[17]。
- 慰安婦問題日韓合意について、2016年の毎日新聞社のアンケートで「評価する」と回答[17]。
- 日本の核武装について、2016年の毎日新聞社のアンケートで「将来にわたって検討すべきでない」と回答[17]。
- ロシアは2022年2月24日、ウクライナへの全面的な軍事侵攻を開始した[20]。日本政府が行ったロシアに対する制裁措置についてどう考えるかとの問いに対し、2022年のNHKのアンケートで「適切だ」と回答[16]。
- 2022年6月7日、政府は経済財政運営の指針「骨太方針」を閣議決定した。NATO加盟国が国防費の目標としている「GDP比2％以上」が例示され、防衛力を5年以内に抜本的に強化する方針が明記された[21]。「防衛費を今後どうしていくべきだと考えるか」との問いに対し、2022年のNHKのアンケートで「ある程度増やすべき」と回答[16]。
- 徴用工訴訟問題や慰安婦問題などをめぐり日韓の対立が続くなか、関係改善についてどう考えるかとの問いに対し、2022年の毎日新聞社のアンケートで「韓国政府がより譲歩すべきだ」と回答[18]。

### ジェンダー
- 選択的夫婦別姓制度の導入について、2016年のアンケートで「どちらとも言えない」と回答[15]。2022年のNHK、毎日新聞社、東京新聞のアンケートで「賛成」と回答[16][18][22]。
- 同性婚を可能とする法改正について、2016年のアンケートで「どちらかと言えば反対」と回答[15]。2022年のNHKのアンケートで「どちらかと言えば反対」と回答[16]。同年の毎日新聞社のアンケートで「反対」と回答[18]。
- クオータ制の導入について、2016年のアンケートで「どちらとも言えない」と回答[15]。2022年のNHKのアンケートで「反対」と回答[16]。

### その他
- 永住外国人への地方参政権付与について、2016年のアンケートで「反対」と回答[15]。
- 首相の靖国神社参拝について、2016年のアンケートで「どちらかと言えば賛成」と回答[15]。
- 「治安を守るためにプライバシーや個人の権利が制約されるのは当然だ」との問題提起に対し、2016年のアンケートで「どちらかと言えば賛成」と回答[15]。
- 「原子力発電所は日本に必要だと思うか」との問いに対し、2016年の毎日新聞社のアンケートで「必要」と回答[17]。「原子力規制委員会の審査に合格した原発は運転を再開すべき[15]」 として原発の再稼働に賛成する[23]。また、「将来も原発は電力源の一つとして保つべき」とする[15]。
- 2016年の米国大統領選挙について「ドナルド・トランプとヒラリー・クリントンのどちらを支持するか」との問いに対し、2016年の毎日新聞社のアンケートで「どちらとも言えない」と回答[17]。
- 2016年2月8日、高市早苗総務大臣は、放送局が政治的公平性を欠く放送を繰り返した場合、電波法に基づき電波停止を命じる可能性に言及した[24]。安倍晋三首相は2月15日の衆議院予算委員会で野党の批判に反論し、高市の発言を擁護した[25]。政府の姿勢をどう思うかとの問いに対し、2016年の毎日新聞社のアンケートで「問題とは思わない」と回答[17]。
- 「岸田文雄首相の政権運営をどの程度評価するか」との問いに対し、2022年のNHKのアンケートで「大いに評価する」と回答[16]。
- 「小池百合子都知事の都政運営をどの程度評価するか」との問いに対し、2022年のNHKのアンケートで「ある程度評価する」と回答[16]。
- 「新型コロナウイルスの感染症法上の扱いを結核など2類と同等の現行の対応を維持するべきか、インフルエンザなど5類と同等に緩和するべきか」との問いに対し、2022年の東京新聞のアンケートで「今のままでよい」と回答[26][注 1]。
- 給付型奨学金の創設について、2016年のアンケートで「賛成」と回答[28]。
- 受動喫煙防止を目的とした健康増進法改正について、原則屋内禁煙に賛成。2017年3月7日の参議院予算委員会において、日本の受動喫煙対策について、「海外から見ても日本は遅れている」「2020年東京大会をきっかけに世界一健康でクリーンな日本をアピールしたい」と主張した[29]。

## 人物
2002年、当時全日本男子バレーボールチームの主力であったにもかかわらず、突如ビーチバレー転向を宣言し、バレー界を驚嘆させる。浅尾美和のビーチバレー人気と同時期に活躍するが、世間からビーチバレーは男子もあるのか、と世間から認知を得るには時間がかかった。引退後、その浅尾と「ビーチゲームズ招致推進プロジェクト」のナビゲーターに就任している。
2012年10月、引退会見において、インドアバレー、ビーチバレー双方の日本代表経験から、今後のバレーボール界発展のための架け橋になると宣言する。
2013年から、理事長をつとめる日本ビーチ文化振興協会において、「砂ソムリエ」となり世界中の砂の感触を独自の視点で品評し、最適な活用方法を提言している。
妻は元競泳選手であり、妻との間には二児（長女と長男）がいる。また妻の妹（義妹）は2000年シドニーオリンピック競泳日本代表選手の磯田順子である。

## 所属チーム
- 鎮西高校
- 法政大学
- サントリーサンバーズ（1998-2002年）
- （プロビーチバレーボールに転向）

## 所属団体・議員連盟
・港湾議員連盟・自動車議員連盟・トラック輸送振興議員連盟・再生可能エネルギー普及拡大議員連盟・医療政策研究会・公共工事品質確保に関する議員連盟・小規模企業を支援する参議院の会・自由民主党生活衛生議員連盟・自民党タクシー･ハイヤー議員連盟・栄養士議員連盟・自民党行政書士制度推進議員連盟・国民歯科問題議員連盟・生涯スポーツとしてダーツを推進する議員連盟　事務局長・アスリートネイル議員連盟　事務局長・測量設計議員連盟 顧問

## 選挙歴
| 当落 | 選挙                     | 執行日         | 年齢 | 選挙区       | 政党       | 得票数     | 得票率 | 定数 | 得票順位 /候補者数 | 政党内比例順位 /政党当選者数 |
| ---- | ------------------------ | -------------- | ---- | ------------ | ---------- | ---------- | ------ | ---- | ------------------ | ---------------------------- |
| 当   | 第24回参議院議員通常選挙 | 2016年07月10日 | 40   | 東京都選挙区 | 自由民主党 | 64万4799票 | 10.36% | 6    | 5/29               | /                            |
| 当   | 第26回参議院議員通常選挙 | 2022年07月10日 | 46   | 東京都選挙区 | 自由民主党 | 92万2793票 | 14.65% | 6    | 1/34               | /                            |